# Ремтес
Ре́мтес или Ремте (устар. Ремтен; латыш. Remtes ezers) — сильно заросшее слабопроточное озеро в Ремтской волости Салдусского края Латвии. Располагается на Салдусском всхолмлении Восточной Курземской возвышенности в западной части страны. Исток реки Виесата. Относится к бассейну Абавы, притока Венты.
Озеро имеет округлую форму, длиной 1,3 км и шириной до 1,1 км. Находится на высоте 111,1 м над уровнем моря, к югу от села Ремте у региональной дороги P109 (Салдус — Кандава). Берега в основном низкие и торфянистые. Площадь водной поверхности озера составляет 0,755 км² (по другим данным — 0,74 км²). Наибольшая глубина — 2,1 м, средняя — 1,4 м. Дно ровное, илистое, мощность донных отложений достигает 3,5 м. С южной стороны впадет Перейупите. Площадь водосборного бассейна озера — 12 км². С восточной стороны вытекает Виесата, левый приток Абавы.